# Пятры
Пятры — ледовые образования в виде небольших островов в русле реки. Возникают в случае, когда образовывавшийся на неровностях скалистого дна лёд, быстро нарастая, достигает поверхности воды. Вершины этих скоплений, состоящих из рыхлого льда, под влиянием морозов покрываются плотной ледяной коркой. Пятры могут образовать ледяную запруду, способную создать подпор на вышележащих участках реки. Характерны для горных мелководных рек.